# Barmherzige Schwestern von Jesus und Maria
Die Barmherzigen Schwestern von Jesus und Maria ( lat.: Sorores Caritatis Jesu et Mariae,  Ordenskürzel: SCJM) sind eine  Ordensgemeinschaft in der römisch-katholischen Kirche. Die Kongregation wurde am 4. November 1803 in Lovendegem (Belgien) Peter Joseph Triest (1760–1836) und Mutter Placida van der Gauwen  OCist gegründet.

## Geschichte
Zusammen mit der späteren Oberin Mutter Placida van der Gauwen OCist (1807–1844) begann Pfarrer Triest mit einer kleinen Gruppe von Frauen. Ihr Augenmerk lag auf der Betreuung von verwaisten Kindern und Jugendlichen, gleichzeitig übernahmen sie auch Arbeiten in der Altenpflege. Pfarrer Triest beabsichtigte zunächst, diese Frauen in die schon bestehende Genossenschaft der Töchter der christlichen Liebe vom heiligen Vinzenz von Paul (Vinzentinerinnen) einzugliedern, erhielt hierzu aber keine Genehmigung.
Die  Ordensregel der neu gegründeten Kongregation orientiert sich am Leben und Schaffen des hl. Vinzenz von Paul. Am 2. Juli 1804 erhielt man die Genehmigung zur Gründung einer Kongregation bischöflichen Rechts. Die Ordensgemeinschaft übersiedelte 1805 mit sechs Ordensschwestern nach Gent und ihre Schwestern trugen von nun an einen Habit. Der zwischenzeitlich zum Generalvikar des Bistums Gent ernannte Kanoniker Peter Joseph Triest wurde vom Bischof von Gent zum Generalsuperior auf Lebenszeit ernannt. Das Decretum laudis wurde am 29. September 1816 von Papst Leo XII. übergeben. Am 26. Juni 1928 erhielt die Ordensgemeinschaft von Papst Pius XI. die päpstliche Approbation zur Kongregation päpstlichen Rechts. Der neue Tätigkeitsschwerpunkt der Kongregation war nun die Betreuung geistig behinderter Menschen und die Erziehung von Blinden und Taubstummen.

## Organisation
Die Kongregation wuchs sehr schnell, es wurden Niederlassungen in England (1888), in Belgisch-Kongo (1892) in Ceylon (1896) und Indien (1897) gegründet. Neben den pflegerischen Tätigkeiten übernahmen die Ordensschwestern auch missionarische Aufgaben.
In der Gegenwart haben die Schwestern Ordensprovinzen in Europa (Belgien, Frankreich, Irland, Italien, Niederlande), Afrika (Demokratische Republik Kongo, Mali, Ruanda) und Asien (Indien, Israel, Pakistan, Sri Lanka). In Südamerika leiten sie eine Niederlassung in Venezuela. Im Zuge der Reformen von Perfectae caritatis über die zeitgenössische Erneuerung des Ordenslebens wurde festgelegt, dass die Ordensgemeinschaft eine eigene  Generalsuperiorin wählen konnte, damit entfiel die Ernennung eines Generalsuperiors durch den Diözesanbischof. In den Ordenskapiteln von 1964 und 1968 wurden die Ordensstatuten  kodifiziert, überarbeitet und an die Konzilsbeschlüsse des Zweiten Vatikanischen Konzils angeglichen.
Infolge dieser Erneuerungen wurde Mutter André Avelin Steverlinck von der Gemeinschaft zur ersten Generalsuperiorin des Ordens gewählt.  2005 wurde die Inderin Mutter Valsala George Chennakadan zur Generalsuperiorin gewählt. Das  Generalat hat seit 1968 seinen Sitz in  Brüssel. 2008 zählte die Kongregation 1324 Mitglieder, die in 177 Häusern und Einrichtungen tätig sind.